# Боцато (Венеција)
Боцато (итал. Bozzato) је насеље у Италији у округу Венеција, региону Венето.
Према процени из 2011. у насељу је живело 48 становника. Насеље се налази на надморској висини од -1 м.